# Georges-Joseph de Momigny
Pour les articles homonymes, voir Momigny.
Georges-Joseph de Momigny, né le 12 décembre 1812 à Vire et mort le 9 janvier 1882 dans la même ville, est un compositeur français.

## Biographie
Neveu de Jérôme-Joseph de Momigny, Georges-Joseph fut admis en 1830, comme élève pensionnaire au Conservatoire de Paris, où il eut pour professeurs Zimmermann et Reicha. Étant sorti de cet établissement, il se livra au professorat, obtint le poste d’organiste à la Chapelle-Saint-Denis, et se fit connaître en outre par un assez grand nombre de compositions musicales, consistant surtout en romances, nocturnes, mélodies religieuses, etc.
En 1844, il créa la Semaine des jeunes filles, album spécial de chant à l’usage des maisons d’éducation, dont il a paru quatre années. Vers la même époque, il fut nommé professeur de piano et de chant à l’Institution royale de jeunes demoiselles de Nogent-sur-Marne.
Parmi les productions de Momigny, on citera encore un Album artistique, contenant six morceaux de chant, trois cantiques pour le mois de Marie, et enfin un 1er Salut solennel, composé d’un O Salutaris et d’un Ave Maria, publiés séparément, avec accompagnement d’orgue et violon (Paris, H. Gautier). Ces deux compositions, écrites dans le style concertant, ont été exécutées pour la première fois à Paris, dans l’église de la Trinité, le 25 avril 1875.
À sa retraite, Momigny retourna dans sa ville natale.